# Televizija Republike Srpske
La Televisión de la República de Serbia (en serbio: Телевизија Републике Српске (PTPC); en croata: Televizija Republike Srpske (RTRS)) es una entidad pública bosnia operada por RTRS. El programa es emitido diariamente y 24 horas desde la sede de RTRS, en Bania Luka. El programa de radio televisión se produce principalmente en serbio y alfabeto cirílico serbio. Este canal emite una variedad de programas como noticias, documentales, películas, etc.